# Morti il 3 maggio
| Questa pagina contiene informazioni ricavate automaticamente dalle voci biografiche con l'ausilio del template Bio e di un bot. L'aggiornamento è periodico e automatico e ricostruisce completamente la pagina. Se manca una persona in questa lista, sei pregato di non aggiungerla, ma accertati piuttosto che la sua voce biografica contenga il template Bio e che i dati anagrafici siano correttamente compilati. Se il template Bio manca, inseriscilo tu stesso o, in alternativa, metti l'avviso {{tmp\|Bio}} che ne segnala la mancanza. Se i dati riportati sono sbagliati, correggi direttamente la voce biografica; le modifiche saranno visibili in questa lista entro pochi giorni. Per chiarimenti vedi il progetto biografie. La lista contiene solo le 466 persone che sono citate nell'enciclopedia e per le quali è stato implementato correttamente il template Bio. Pagina aggiornata al 13 ago 2025. |

## VIII secolo(1)
- 762 - Xuan Zong, imperatore cinese (n. 685)

## IX secolo(1)
- 886 - Vulgrin I d'Angoulême, conte

## XI secolo(2)
- 1010 - Ansfrido di Utrecht, conte
- 1074 - Teodosio di Pečers'k, monaco cristiano russo (n. 1029)

## XII secolo(2)
- 1122 - Bertoldo III di Zähringen, duca (n. 1085)
- 1152 - Matilde di Boulogne, contessa

## XIII secolo(1)
- 1270 - Béla IV d'Ungheria, sovrano ungherese (n. 1206)

## XIV secolo(5)
- 1314 - Emilia Bicchieri, religiosa italiana (n. 1238)
- 1325 - Oddone della Sala, religioso e arcivescovo cattolico italiano
- 1330 - Alessio II di Trebisonda, imperatore bizantino (n. 1282)
- 1363 - Alessandro Vincioli, vescovo italiano
- 1385 - Tommaso da Tortona, giurista italiano

## XV secolo(8)
- 1410 - Alessandro V, cardinale e arcivescovo cattolico italiano (n. 1339)
- 1457 - Irene Cantacuzena, principessa bizantina (n. 1400)
- 1459 - Eric di Pomerania, re
- 1474 - Alain de Coëtivy, vescovo cattolico e cardinale francese (n. 1407)
- 1478 - Stefano da Bagnone, presbitero italiano (n. 1418)
- 1481 - Maometto II, sultano ottomano (n. 1432)
- 1489 - Stanislao Casimiritano, presbitero e santo polacco (n. 1433)
- 1498 - Çiçek Hatun, ottomana

## XVI secolo(12)
- 1514 - Anna del Brandeburgo, principessa (n. 1487)
- 1524 - Richard Grey, III conte di Kent, nobile inglese (n. 1481)
- 1528 - Clarice de' Medici, nobildonna italiana (n. 1489)
- 1534 - Juana Vázquez y Gutiérrez, badessa e mistica spagnola (n. 1481)
- 1545 - Ludovico Boccadiferro, filosofo italiano (n. 1482)
- 1567 - Leonhard Paminger, compositore austriaco (n. 1495)
- 1570 - Pietro Loredan, doge (n. 1482)
- 1574 - Giovanni Ricci, cardinale italiano (n. 1497)
- 1587 - Lelio Orsi, pittore, architetto e disegnatore italiano
- 1589 - Giulio di Brunswick-Lüneburg, vescovo cattolico tedesco (n. 1528)
- 1591 - Antonio Abondio, numismatico italiano (n. 1538)
- 1598 - Anna Guarini, soprano e liutista italiana (n. 1563)

## XVII secolo(18)
- 1601 - Tiberio Cerasi, religioso e banchiere italiano (n. 1544)
- 1602 - Vincenzo Littara, poeta, storico e predicatore italiano (n. 1550)
- 1606 - Henry Garnet, gesuita britannico (n. 1555)
- 1607 - Agnes Douglas, nobildonna scozzese (n. 1574)
- 1610 - Michail Skopin-Šujskij, nobile e militare russo (n. 1586)
- 1620 - Sabatino de Ursis, gesuita, ingegnere e astronomo italiano (n. 1575)
- 1621 - Claud Hamilton, I lord di Paisley, politico scozzese (n. 1546)
- 1626 - Ishikawa Sadakiyo, militare giapponese
- 1627 - Edward Russell, III conte di Bedford, nobile inglese (n. 1572)
- 1627 - Francesco Zucco, pittore italiano
- 1631 - Tommaso da Olera, religioso italiano (n. 1563)
- 1649 - Ariodante Bettei, commediografo italiano (n. 1578)
- 1672 - Giovanni Battista Gisleni, architetto italiano (n. 1600)
- 1678 - Bernardo II di Sassonia-Jena, nobile (n. 1638)
- 1680 - Peter Harris, pirata inglese
- 1687 - Maximilian Gandolph von Künburg, cardinale austriaco (n. 1622)
- 1693 - Claude de Rouvroy de Saint-Simon, duca (n. 1607)
- 1698 - Federico III di Wied, nobile tedesco (n. 1618)

## XVIII secolo(24)
- 1702 - Girolamo De Mari, doge italiano (n. 1644)
- 1703 - Eglon Hendrik van der Neer, pittore olandese (n. 1634)
- 1704 - Stefano Douayhy, patriarca cattolico libanese (n. 1630)
- 1704 - Heinrich Ignaz Franz Biber, compositore e violinista austriaco (n. 1644)
- 1707 - Michiel de Swaen, retore, poeta e drammaturgo fiammingo (n. 1654)
- 1719 - Pierre Legros, scultore francese (n. 1666)
- 1728 - Claude-François Fraguier, religioso e letterato francese (n. 1660)
- 1731 - Elizabeth Needham, britannica
- 1732 - Christoph Fürer von Haimendorf, politico, poeta e traduttore tedesco (n. 1663)
- 1738 - Conrard-Albert d'Ursel, militare belga (n. 1665)
- 1739 - Maria Anna di Borbone-Francia, nobile francese (n. 1666)
- 1743 - Giovanni Carafa della Spina, militare italiano (n. 1671)
- 1754 - Joachim Daniel von Jauch, militare e architetto tedesco (n. 1688)
- 1758 - Papa Benedetto XIV, papa, arcivescovo cattolico e cardinale italiano (n. 1675)
- 1763 - George Psalmanazar
- 1764 - Francesco Algarotti, scrittore, saggista e collezionista d'arte italiano (n. 1712)
- 1765 - Paolo Maria Parrino, presbitero, letterato e storico italiano (n. 1711)
- 1769 - Nicola De Filippis, pittore italiano (n. 1694)
- 1774 - Enrico Augusto de la Motte Fouqué, generale tedesco (n. 1698)
- 1783 - Ottavio di Hannover, principe inglese (n. 1779)
- 1784 - Johann Trinius, teologo e filosofo tedesco (n. 1722)
- 1791 - Luigi Francesco di Monteynard, generale e politico francese (n. 1713)
- 1792 - Carlo Zuccari, compositore e violinista italiano (n. 1704)
- 1794 - Louis de Fabry, ammiraglio francese (n. 1715)

## XIX secolo(52)
- 1805 - Maurizio Roffredi, biologo e abate italiano (n. 1711)
- 1805 - Alexandre Savérien, matematico e filosofo francese (n. 1720)
- 1811 - Giovanni Vincenzo Bolgeni, gesuita e teologo italiana (n. 1733)
- 1814 - Abd Allah I Al-Sabah, sovrano kuwaitiano (n. 1740)
- 1816 - James McHenry, politico e statistico statunitense (n. 1753)
- 1830 - Giulio Strassoldo di Sotto, militare austriaco (n. 1771)
- 1831 - Gaetano Strambio, medico italiano (n. 1752)
- 1833 - Franz Kaisermann, pittore svizzero (n. 1765)
- 1834 - Aleksej Andreevič Arakčeev, generale, politico e nobile russo (n. 1769)
- 1834 - Filippo Filonardi, arcivescovo cattolico italiano (n. 1753)
- 1834 - Kurimoto Masayoshi, naturalista, zoologo e entomologo giapponese (n. 1756)
- 1835 - Thomas Hardwicke, zoologo britannico (n. 1755)
- 1835 - Gabriele Iudica, archeologo e mecenate italiano (n. 1760)
- 1836 - Francesco Aglietti, medico e letterato italiano (n. 1757)
- 1839 - Elizaveta Michajlovna Kutuzova, nobildonna russa (n. 1783)
- 1839 - Pehr Henrik Ling, fisioterapista svedese (n. 1776)
- 1839 - Ferdinando Paër, compositore italiano (n. 1771)
- 1841 - Bartolommeo Gamba, scrittore e bibliografo italiano (n. 1766)
- 1844 - Nicolas Chopin, insegnante francese (n. 1771)
- 1845 - Thomas Hood, poeta e umorista inglese (n. 1799)
- 1846 - Charles-Frédéric Kreubé, violinista, direttore d'orchestra e compositore francese (n. 1777)
- 1848 - Hans Ernst Karl von Zieten, generale prussiano (n. 1770)
- 1852 - Sara Coleridge, scrittrice e traduttrice inglese (n. 1802)
- 1853 - Juan Donoso Cortés, filosofo, politologo e diplomatico spagnolo (n. 1809)
- 1854 - Qaani Şirazi, poeta persiano (n. 1808)
- 1856 - Adolphe-Charles Adam, compositore e critico musicale francese (n. 1803)
- 1856 - Adolfo Fumagalli, pianista e compositore italiano (n. 1828)
- 1856 - Antoine Simonnin, drammaturgo e librettista francese (n. 1780)
- 1857 - Vasilij Andreevič Tropinin, pittore russo (n. 1776)
- 1859 - Anders Gustaf Dahlbom, entomologo svedese (n. 1806)
- 1863 - Émile Loubon, pittore francese (n. 1809)
- 1865 - Louisa Grace Bartolini, poetessa e scrittrice britannica (n. 1818)
- 1865 - Giovanni Salzano de Luna, generale italiano (n. 1790)
- 1866 - Giuseppe Pace, militare e politico italiano (n. 1826)
- 1867 - Fanny Tacchinardi, soprano italiano (n. 1812)
- 1870 - Giovanni Battista Naselli, arcivescovo cattolico italiano (n. 1786)
- 1876 - Luis Francisco Benítez de Lugo y Benítez de Lugo, politico spagnolo (n. 1837)
- 1878 - Shivashanmukha Rao, principe indiano (n. 1847)
- 1879 - Richard Laming, chirurgo, filosofo e inventore britannico (n. 1799)
- 1880 - Sebastian Buff, pittore svizzero (n. 1829)
- 1880 - Jonathan Homer Lane, astrofisico statunitense (n. 1819)
- 1882 - Horace Maynard, politico statunitense (n. 1814)
- 1883 - Reinhart Dozy, orientalista olandese (n. 1820)
- 1884 - Richard Somerset, II barone Raglan, nobile inglese (n. 1817)
- 1885 - Aleksandar Karađorđević, sovrano serbo (n. 1806)
- 1885 - Diomede Pantaleoni, medico e politico italiano (n. 1810)
- 1886 - Giovanni Sotis, medico, politico e storico italiano (n. 1812)
- 1891 - Antonio Buzzi, compositore italiano (n. 1808)
- 1896 - Alfred William Hunt, pittore e poeta inglese (n. 1830)
- 1896 - Adolphe Alexandre Martin, fotografo e inventore francese (n. 1824)
- 1897 - Albert G. Porter, politico, diplomatico e avvocato statunitense (n. 1824)
- 1897 - Henri Tolain, politico e giornalista francese (n. 1828)

## XX secolo(215)
- 1903 - Edoardo Giuseppe Rosaz, vescovo cattolico italiano (n. 1830)
- 1903 - Simon Rutar, storico e geografo sloveno (n. 1851)
- 1904 - Victor Derély, traduttore e scrittore francese (n. 1840)
- 1906 - Eugène-Cyrille Brunet, scultore francese (n. 1828)
- 1908 - Antonio Borri, patriota e agricoltore italiano (n. 1833)
- 1908 - Franz Bücheler, filologo classico e latinista tedesco (n. 1837)
- 1908 - Stefano Turr, militare e politico ungherese (n. 1825)
- 1910 - Howard Taylor Ricketts, patologo statunitense (n. 1871)
- 1912 - Marie-Léonie Paradis, religiosa canadese (n. 1840)
- 1913 - Giuseppe Gavazzi, numismatico italiano (n. 1831)
- 1913 - José Ruiz y Blasco, pittore e docente spagnolo (n. 1838)
- 1914 - Élisabeth Leseur, mistica francese (n. 1866)
- 1916 - Tom Clarke, rivoluzionario irlandese (n. 1858)
- 1916 - Patrick Pearse, letterato e poeta irlandese (n. 1879)
- 1916 - Enrico Risi, pittore e decoratore italiano (n. 1856)
- 1916 - Otto Friedrich Bernhard von Linstow, zoologo tedesco (n. 1842)
- 1917 - Stanley Cooper, nuotatore britannico (n. 1883)
- 1917 - Sandy Turnbull, calciatore scozzese (n. 1884)
- 1918 - Omer Demeuldre, militare e aviatore francese (n. 1892)
- 1918 - Maria Anna di Sassonia-Altenburg, principessa tedesca (n. 1864)
- 1919 - Daniel Gilfether, attore statunitense (n. 1849)
- 1920 - Harvey Lord, mezzofondista e velocista statunitense (n. 1878)
- 1920 - Andrea Salsedo, anarchico italiano (n. 1881)
- 1922 - William Robert Brooks, astronomo statunitense (n. 1844)
- 1925 - Alberto Cavaciocchi, generale italiano (n. 1862)
- 1925 - Eugenio Griffini, orientalista italiano (n. 1878)
- 1926 - Napoleone Vittorio Bonaparte, principe francese (n. 1862)
- 1926 - Knut Wicksell, economista svedese (n. 1851)
- 1927 - David Arellano, calciatore cileno (n. 1901)
- 1927 - Luigi Baldacci, ingegnere e geologo italiano (n. 1850)
- 1928 - Enoch Mgijima, profeta sudafricano (n. 1868)
- 1928 - Friedrich Pourtalès, diplomatico tedesco (n. 1853)
- 1929 - Primo Bandini, compositore italiano (n. 1857)
- 1932 - Raimondo D'Aronco, architetto italiano (n. 1857)
- 1932 - Charles Fort, scrittore statunitense (n. 1874)
- 1932 - Berthold Wiese, filologo, critico letterario e traduttore tedesco (n. 1859)
- 1932 - Henri de Gaulle, funzionario e insegnante francese (n. 1848)
- 1933 - Frederick Kerr, attore britannico (n. 1858)
- 1934 - Pasquale Calapso, matematico italiano (n. 1872)
- 1934 - Harry M. Stevens, imprenditore statunitense (n. 1855)
- 1935 - Alfred Bassermann, critico letterario e traduttore tedesco (n. 1856)
- 1935 - Jessie Willcox Smith, illustratrice statunitense (n. 1863)
- 1936 - Kikunae Ikeda, chimico giapponese (n. 1864)
- 1936 - Robert Michels, sociologo e politologo tedesco (n. 1876)
- 1937 - George Henry Fox, dermatologo statunitense (n. 1846)
- 1937 - John Keir, generale britannico (n. 1856)
- 1937 - Cosme Rennella, aviatore italiano (n. 1890)
- 1937 - David Supino, politico e giurista italiano (n. 1850)
- 1937 - Enea Tallone, architetto italiano (n. 1876)
- 1937 - Angelo Vernazza, pittore italiano (n. 1869)
- 1939 - Karl Friedrich von Auwers, chimico tedesco (n. 1869)
- 1939 - Wilhelm Groener, generale e politico tedesco (n. 1867)
- 1940 - Roderick McKenzie, sociologo canadese (n. 1885)
- 1941 - Zeffirino Bertelli, militare italiano (n. 1917)
- 1941 - Achille Formis, militare italiano (n. 1905)
- 1941 - Giovanni Padovani, militare italiano (n. 1905)
- 1941 - Victor Thibault, arciere francese (n. 1867)
- 1942 - Brancaleone Cugusi, pittore italiano (n. 1903)
- 1942 - Jānis Rozītis, calciatore lettone (n. 1913)
- 1942 - Thorvald Stauning, politico danese (n. 1873)
- 1942 - Pierre Versteegh, cavaliere olandese (n. 1888)
- 1943 - Frank Maxwell Andrews, aviatore e generale statunitense (n. 1884)
- 1943 - Ingolf Elster Christensen, politico norvegese (n. 1872)
- 1943 - Adriano Diena, politico italiano (n. 1857)
- 1944 - Petru Simon Cristofini, militare francese (n. 1903)
- 1944 - Adriano Gozzoli, partigiano italiano (n. 1922)
- 1944 - Vela Peeva, partigiana bulgara (n. 1922)
- 1944 - Giuseppe Rigola, partigiano italiano (n. 1904)
- 1945 - Mario Blasich, politico italiano (n. 1878)
- 1945 - René Blieck, poeta e avvocato belga (n. 1910)
- 1945 - Ettore Castelli, vescovo cattolico italiano (n. 1881)
- 1945 - Noël Declercq, ciclista su strada belga (n. 1913)
- 1945 - János Garay, schermidore ungherese (n. 1889)
- 1945 - Marten Geertsema, olandese (n. 1904)
- 1945 - Marilena Grill, militare italiana (n. 1928)
- 1945 - Romolo Re, calciatore italiano (n. 1904)
- 1945 - Albert Sauer, militare tedesco (n. 1898)
- 1945 - Nevio Skull, imprenditore e politico italiano (n. 1903)
- 1946 - Giorgio Gambino, calciatore italiano (n. 1902)
- 1947 - Harry Holman, attore statunitense (n. 1862)
- 1947 - Johann Schwarzhuber, militare tedesco (n. 1904)
- 1948 - Nicola Coco, magistrato e giurista italiano (n. 1882)
- 1949 - Gheorghe Plagino, tiratore a volo rumeno (n. 1876)
- 1949 - Luigi Rachel, compositore italiano (n. 1879)
- 1950 - Frederick T. Haneman, scrittore statunitense (n. 1862)
- 1951 - Marcel Lalu, ginnasta francese (n. 1882)
- 1951 - Homero Manzi, paroliere, sceneggiatore e regista cinematografico argentino (n. 1907)
- 1951 - Edgar Rubin, psicologo danese (n. 1886)
- 1952 - Louis Wirth, sociologo tedesco (n. 1897)
- 1953 - Salvatore Cannarozzo, paracadutista italiano (n. 1921)
- 1953 - John Erskine, Lord Erskine, politico scozzese (n. 1895)
- 1954 - Attilio Prevost, fotoreporter, ingegnere e imprenditore italiano (n. 1890)
- 1954 - Tom Tyler, attore statunitense (n. 1903)
- 1955 - Karl Bierwirth, sollevatore tedesco (n. 1907)
- 1955 - Sebastiano Crinò, geografo italiano (n. 1877)
- 1955 - Garoto, chitarrista e compositore brasiliano (n. 1915)
- 1955 - Léon Vandermeiren, calciatore belga (n. 1896)
- 1955 - Pier Gaetano Venino, dirigente d'azienda, banchiere e politico italiano (n. 1878)
- 1957 - Albert Béguin, critico letterario e traduttore svizzero (n. 1901)
- 1957 - Luigi Scaravelli, filosofo italiano (n. 1894)
- 1957 - Anne Schaefer, attrice statunitense (n. 1870)
- 1958 - Alfred DeGaetano, montatore statunitense (n. 1894)
- 1959 - Renato Birolli, pittore italiano (n. 1905)
- 1959 - Giuseppe Santonastaso, politico e avvocato italiano (n. 1875)
- 1961 - Lajos Dinnyés, politico ungherese (n. 1901)
- 1961 - Maurice Merleau-Ponty, filosofo francese (n. 1908)
- 1961 - Massimo Raffaello Scala, militare italiano (n. 1933)
- 1963 - Giovanni Grasso, attore italiano (n. 1888)
- 1963 - Abdülhak Şinasi Hisar, scrittore turco (n. 1887)
- 1963 - Renato Poggioli, slavista, traduttore e critico letterario italiano (n. 1907)
- 1965 - Alajos Keserű, pallanuotista ungherese (n. 1905)
- 1965 - Árpád Szakasits, politico e esperantista ungherese (n. 1888)
- 1967 - Hans Orlowski, pittore e incisore tedesco (n. 1894)
- 1968 - Fred Albin, ingegnere statunitense (n. 1903)
- 1968 - Marc Amsler, oculista svizzero (n. 1891)
- 1968 - Oscar Kreuzer, tennista tedesco (n. 1887)
- 1968 - Cesare Lomaglio, generale italiano (n. 1887)
- 1968 - Leonid Leonidovič Sabaneev, musicologo, critico musicale e compositore russo (n. 1881)
- 1969 - Karl Freund, regista e direttore della fotografia tedesco (n. 1890)
- 1969 - Zakir Hussain, politico indiano (n. 1897)
- 1969 - Raimondo del Balzo di Presenzano, presbitero italiano (n. 1898)
- 1971 - Alexandre Vialatte, scrittore francese (n. 1901)
- 1972 - Emil Breitkreutz, mezzofondista statunitense (n. 1883)
- 1972 - Bruce Cabot, attore statunitense (n. 1904)
- 1973 - Giuseppe Aniello Cafiero, scultore e pittore italiano (n. 1903)
- 1973 - Maria Gioitti Del Monaco, drammaturga, poetessa e scrittrice italiana (n. 1890)
- 1975 - Carlo Livraghi, vescovo cattolico italiano (n. 1899)
- 1975 - Pietro Zappelli, calciatore italiano (n. 1911)
- 1976 - David Bruce, attore statunitense (n. 1914)
- 1976 - Guerino Magri, calciatore italiano (n. 1915)
- 1976 - Ernie Nevers, allenatore di football americano, giocatore di football americano e giocatore di baseball statunitense (n. 1902)
- 1976 - Enrico Peressutti, architetto, urbanista e designer italiano (n. 1908)
- 1976 - Giovanni Battista Pigato, religioso e poeta italiano (n. 1910)
- 1976 - Mariano Yurrita, calciatore spagnolo (n. 1904)
- 1977 - Dionisio Gallino, calciatore italiano (n. 1895)
- 1978 - A. Arnold Gillespie, scenografo e effettista statunitense (n. 1899)
- 1979 - Erin O'Brien-Moore, attrice statunitense (n. 1902)
- 1981 - Silvio Margini, militare italiano (n. 1905)
- 1981 - Nargis, attrice indiana (n. 1929)
- 1981 - Maud Rosenbaum, pesista e tennista statunitense (n. 1902)
- 1981 - Naum Isaakovič Ėjtingon, agente segreto e militare sovietico (n. 1899)
- 1982 - Henri Tajfel, psicologo britannico (n. 1919)
- 1983 - Sidney Skolsky, giornalista, sceneggiatore e produttore cinematografico statunitense (n. 1905)
- 1984 - Anacleto Margotti, pittore e critico d'arte italiano (n. 1895)
- 1984 - João Batista Przyklenk, vescovo cattolico e missionario tedesco (n. 1916)
- 1984 - Alan Schneider, regista statunitense (n. 1917)
- 1984 - Ross Taylor, hockeista su ghiaccio canadese (n. 1902)
- 1984 - Kurt Martti Wallenius, generale e politico finlandese (n. 1893)
- 1985 - Percy Spender, politico e diplomatico australiano (n. 1897)
- 1986 - Robert Alda, attore, cantante e ballerino statunitense (n. 1914)
- 1986 - Nicolò Nicolosi, calciatore e allenatore di calcio italiano (n. 1912)
- 1986 - Wang Li, linguista, docente e traduttore cinese (n. 1900)
- 1987 - Trygve Arnesen, calciatore norvegese (n. 1915)
- 1987 - Dalida, cantante e attrice italiana (n. 1933)
- 1987 - Robert Degos, medico e dermatologo francese (n. 1904)
- 1987 - Viola Lyttelton, nobildonna inglese (n. 1912)
- 1988 - Osvaldo Biancardi, calciatore italiano (n. 1929)
- 1988 - Milton Caniff, fumettista statunitense (n. 1907)
- 1988 - Carlo Egidi, scenografo e costumista italiano (n. 1918)
- 1988 - José María Jáuregui, calciatore spagnolo (n. 1896)
- 1988 - Lev Semënovič Pontrjagin, matematico sovietico (n. 1908)
- 1988 - Paul Vario, mafioso statunitense (n. 1914)
- 1989 - Christine Jorgensen, statunitense (n. 1926)
- 1989 - Muriel Ostriche, attrice statunitense (n. 1896)
- 1989 - William Squire, attore e doppiatore britannico (n. 1917)
- 1989 - John Wiethe, giocatore di football americano, cestista e allenatore di pallacanestro statunitense (n. 1912)
- 1990 - Carlos Cerutti, cestista argentino (n. 1969)
- 1990 - Dovima, modella e attrice statunitense (n. 1927)
- 1990 - Audrey Ferris, attrice statunitense (n. 1909)
- 1990 - Shōtarō Ikenami, scrittore giapponese (n. 1923)
- 1990 - Pimen, arcivescovo ortodosso russo (n. 1910)
- 1991 - Mohammed Abdel Wahab, attore, cantante e compositore egiziano (n. 1902)
- 1991 - Silvano Baresi, politico italiano (n. 1914)
- 1991 - Harry Gibson, pianista e cantautore statunitense (n. 1915)
- 1991 - Jerzy Kosinski, scrittore polacco (n. 1933)
- 1991 - Günther Noack, pattinatore artistico su ghiaccio tedesco (n. 1912)
- 1991 - Georges Wellers, storico e chimico francese (n. 1905)
- 1992 - Vilma Degischer, attrice austriaca (n. 1911)
- 1992 - George Murphy, attore e ballerino statunitense (n. 1902)
- 1992 - Kevin O'Donovan, cestista irlandese (n. 1921)
- 1993 - Libero Bigiaretti, poeta, scrittore e traduttore italiano (n. 1905)
- 1993 - Robert De Niro, pittore, poeta e scultore statunitense (n. 1922)
- 1993 - Gani Strazimiri, pittore, architetto e urbanista albanese (n. 1915)
- 1994 - Vladimir Kostin, arbitro di pallacanestro sovietico (n. 1921)
- 1994 - Giuseppe Negroni, cantante italiano (n. 1930)
- 1994 - Italo Signorini, antropologo italiano (n. 1935)
- 1996 - Dimitri Fampas, chitarrista greco (n. 1921)
- 1996 - Donald G. Fink, ingegnere elettrotecnico statunitense (n. 1911)
- 1996 - Tim Gullikson, tennista statunitense (n. 1951)
- 1996 - Maxim Hermaniuk, arcivescovo cattolico ucraino (n. 1911)
- 1996 - Hermann Kesten, romanziere, drammaturgo e editore tedesco (n. 1900)
- 1996 - Ray Stevens, wrestler statunitense (n. 1935)
- 1996 - Jack Weston, attore statunitense (n. 1924)
- 1997 - Luigi Girolamo Vittorio Napoleone Bonaparte, militare francese (n. 1914)
- 1997 - Sébastien Enjolras, pilota automobilistico francese (n. 1976)
- 1997 - Hughie Green, conduttore televisivo, attore e produttore televisivo britannico (n. 1920)
- 1997 - Narciso Yepes, chitarrista spagnolo (n. 1927)
- 1998 - René Acht, pittore svizzero (n. 1920)
- 1998 - Jesse Alto, giocatore di poker statunitense (n. 1927)
- 1998 - Bernard Gagnebin, giurista, letterato e storico svizzero (n. 1915)
- 1998 - Raimund Harmstorf, attore tedesco (n. 1939)
- 1998 - David Hooper, scacchista britannico (n. 1915)
- 1998 - René Mugica, attore, regista e sceneggiatore argentino (n. 1909)
- 1998 - Xue Yue, generale cinese (n. 1896)
- 1999 - Giulio Fioravanti, baritono italiano (n. 1923)
- 1999 - Tore Nochi, pittore e scultore italiano (n. 1933)
- 1999 - Petrus van Rhijn, calciatore olandese (n. 1931)
- 1999 - Gene Sarazen, golfista statunitense (n. 1902)
- 1999 - Josef Zeman, calciatore cecoslovacco (n. 1915)
- 1999 - Urraca di Borbone-Due Sicilie, principessa (n. 1913)
- 2000 - Lewis Allen, regista britannico (n. 1905)
- 2000 - Oto Ferenczy, compositore slovacco (n. 1921)
- 2000 - Dario Guzzon, fumettista e illustratore italiano (n. 1926)
- 2000 - John Joseph O'Connor, cardinale e arcivescovo cattolico statunitense (n. 1920)
- 2000 - Jon Vincent, attore pornografico statunitense (n. 1962)

## XXI secolo(124)
- 2001 - Billy Higgins, batterista statunitense (n. 1936)
- 2001 - Rolf Jahn, calciatore tedesco orientale (n. 1927)
- 2001 - Robert Millner Shackleton, geologo britannico (n. 1909)
- 2002 - Pasquale Bandiera, politico e giornalista italiano (n. 1924)
- 2002 - Mohamed Ibrahim Egal, politico somalo (n. 1928)
- 2002 - Evgenij Fëdorovič Svetlanov, compositore e direttore d'orchestra russo (n. 1928)
- 2003 - Velleda Cesari, schermitrice italiana (n. 1920)
- 2003 - Suzy Parker, modella e attrice statunitense (n. 1932)
- 2003 - Richard Vendura, calciatore namibiano (n. 1981)
- 2004 - Anthony Ainley, attore britannico (n. 1932)
- 2004 - Andrew Cavendish, XI duca di Devonshire, nobile e politico britannico (n. 1920)
- 2004 - Giulio De Luca, architetto, urbanista e docente italiano (n. 1912)
- 2004 - Ken Downing, pilota di Formula 1 britannico (n. 1917)
- 2004 - Jean Hédiart, calciatore francese (n. 1931)
- 2004 - Betty Miller, attrice statunitense (n. 1925)
- 2005 - Pierre Moerlen, batterista, vibrafonista e compositore francese (n. 1952)
- 2005 - Willy Steffen, calciatore svizzero (n. 1925)
- 2005 - Nino Terzo, attore e comico italiano (n. 1923)
- 2006 - Boris Kuznecov, pugile sovietico (n. 1947)
- 2006 - Franco Lavoratori, pallanuotista italiano (n. 1941)
- 2006 - Romeo Dalla Chiesa, funzionario italiano (n. 1924)
- 2007 - Sergio Cotta, giurista e filosofo italiano (n. 1920)
- 2007 - Warja Honegger Lavater, illustratrice svizzera (n. 1913)
- 2007 - Nikita Nikitič Romanov, storico russo (n. 1923)
- 2007 - Carlo Sanna, politico italiano (n. 1920)
- 2007 - Walter Schirra, astronauta statunitense (n. 1923)
- 2008 - Leopoldo Calvo-Sotelo, politico spagnolo (n. 1926)
- 2008 - Jaime Gómez, calciatore messicano (n. 1929)
- 2008 - Giovanni Nencioni, linguista e lessicografo italiano (n. 1911)
- 2008 - Hanon Reznikov, attore e regista teatrale statunitense (n. 1950)
- 2008 - Alan Seiden, cestista statunitense (n. 1937)
- 2008 - Morgan Sparks, chimico e fisico statunitense (n. 1916)
- 2009 - John Elsworthy, calciatore gallese (n. 1931)
- 2009 - Fravia, hacker e ingegnere italiano (n. 1952)
- 2010 - Luigi Amaducci, arcivescovo cattolico italiano (n. 1924)
- 2010 - Jacques Bertin, cartografo francese (n. 1918)
- 2010 - Florencio Campomanes, scacchista filippino (n. 1927)
- 2010 - Carlo Lorenzo Cazzullo, psichiatra italiano (n. 1915)
- 2010 - Hideki Fujii, fotografo giapponese (n. 1934)
- 2010 - Jimmy Gardner, attore inglese (n. 1924)
- 2010 - Guenter Wendt, ingegnere tedesco (n. 1923)
- 2011 - Karl-Günther Bechem, pilota automobilistico tedesco (n. 1921)
- 2011 - Corrado Belci, politico e giornalista italiano (n. 1926)
- 2011 - Robert Brout, fisico belga (n. 1928)
- 2011 - Jackie Cooper, attore, regista e produttore televisivo statunitense (n. 1922)
- 2011 - Mildred Robbins Leet, imprenditrice e filantropa statunitense (n. 1922)
- 2011 - Sergej Kotrikadze, calciatore sovietico (n. 1936)
- 2011 - Marianna Nagy, pattinatrice artistica su ghiaccio ungherese (n. 1929)
- 2012 - Emanuela di Dampierre, nobile italiana (n. 1913)
- 2012 - Víctor Zayas, calciatore paraguaiano (n. 1958)
- 2012 - Jorge Illueca, politico panamense (n. 1918)
- 2013 - Keith Carter, nuotatore statunitense (n. 1924)
- 2013 - Carlo Ceci, artista italiano (n. 1917)
- 2013 - Bruno Chersicla, artista, pittore e scultore italiano (n. 1937)
- 2013 - Brad Drewett, tennista e dirigente sportivo australiano (n. 1958)
- 2013 - Raúl García-Ordóñez, cestista cubano (n. 1924)
- 2013 - Giovanni Giraud, calciatore italiano (n. 1913)
- 2013 - Bonifazio Incisa di Camerana, generale italiano (n. 1934)
- 2014 - Gary Becker, economista statunitense (n. 1930)
- 2014 - Ben Hoberman, attore, regista e conduttore radiofonico statunitense (n. 1922)
- 2014 - Chet Jastremski, nuotatore statunitense (n. 1942)
- 2014 - Jim Oberstar, politico statunitense (n. 1934)
- 2015 - Abdul Basit Usman, terrorista e guerrigliero filippino (n. 1974)
- 2015 - Caio Mario Garrubba, fotoreporter italiano (n. 1923)
- 2015 - Guido Guerrasio, regista, sceneggiatore e montatore italiano (n. 1920)
- 2015 - Dobrosav Krstić, calciatore jugoslavo (n. 1934)
- 2015 - Per Sundberg, schermidore svedese (n. 1949)
- 2016 - Kaname Harada, aviatore e militare giapponese (n. 1916)
- 2016 - Gino Zanna, bobbista italiano (n. 1925)
- 2017 - Philippe Béguerie, presbitero francese (n. 1925)
- 2017 - Daliah Lavi, cantante e attrice israeliana (n. 1942)
- 2017 - Eros Lovo, calciatore italiano (n. 1927)
- 2017 - Giampaolo Medda, hockeista su prato italiano (n. 1927)
- 2017 - Mish'al bin Abd al-Aziz Al Sa'ud, principe, politico e imprenditore saudita (n. 1926)
- 2018 - Doina Cornea, attivista romena (n. 1929)
- 2018 - Afonso Dhlakama, politico mozambicano (n. 1953)
- 2018 - Maria Paris, cantante italiana (n. 1932)
- 2018 - Paolo Signorelli, calciatore italiano (n. 1939)
- 2018 - Marcello Verziera, attore, pugile e stuntman italiano (n. 1935)
- 2019 - George Hallaq, cestista iracheno (n. 1928)
- 2019 - Chuck Kinder, scrittore statunitense (n. 1946)
- 2019 - Gorō Shimura, matematico giapponese (n. 1930)
- 2020 - Rosalind Elias, mezzosoprano statunitense (n. 1930)
- 2020 - John Ericson, attore tedesco (n. 1926)
- 2020 - Dave Greenfield, tastierista e cantante britannico (n. 1949)
- 2020 - Pavle Jovanovic, bobbista statunitense (n. 1977)
- 2020 - Giampaolo Lampredi, allenatore di calcio e calciatore italiano (n. 1940)
- 2020 - Marcello Marchi, calciatore italiano (n. 1955)
- 2020 - Rick Roberson, cestista statunitense (n. 1947)
- 2020 - Giuseppe Specchia, politico italiano (n. 1943)
- 2021 - Rafael Albrecht, calciatore argentino (n. 1941)
- 2021 - Lloyd Price, cantante statunitense (n. 1933)
- 2021 - Masatomo Taniguchi, cestista giapponese (n. 1946)
- 2022 - Egidio Alagna, politico e magistrato italiano (n. 1935)
- 2022 - Luca Boschi, fumettista, giornalista e blogger italiano (n. 1956)
- 2022 - Tony Brooks, pilota automobilistico britannico (n. 1932)
- 2022 - Lino Capolicchio, attore, sceneggiatore e regista italiano (n. 1943)
- 2022 - Francesco D'Agostino, giurista e filosofo italiano (n. 1946)
- 2022 - George Horvath, pentatleta svedese (n. 1960)
- 2022 - Norman Mineta, politico statunitense (n. 1931)
- 2022 - Emilio Raffaele Papa, storico e avvocato italiano (n. 1931)
- 2022 - Boris Porena, musicologo e compositore italiano (n. 1927)
- 2022 - Michel Schooyans, filosofo, teologo e presbitero belga (n. 1930)
- 2022 - Mieke Wijaya, attrice indonesiana (n. 1940)
- 2023 - Lance Blanks, cestista e dirigente sportivo statunitense (n. 1966)
- 2023 - Mario Cayota, politico, diplomatico e storico della filosofia uruguaiano (n. 1936)
- 2023 - Alessandro D'Alatri, regista, sceneggiatore e attore italiano (n. 1955)
- 2023 - Crescenzo Langella, clarinettista, compositore e docente italiano (n. 1940)
- 2023 - Josef Lenz, slittinista tedesco (n. 1935)
- 2023 - Linda Lewis, cantautrice e musicista britannica (n. 1950)
- 2023 - George Mihaljevic, calciatore e allenatore di calcio jugoslavo (n. 1936)
- 2023 - Lorenzo Saccomani, baritono italiano (n. 1938)
- 2023 - Nikica Valentić, politico croato (n. 1950)
- 2024 - Giuseppe Berta, storico italiano (n. 1952)
- 2024 - László Hammerl, tiratore a segno ungherese (n. 1942)
- 2024 - Imerio Massignan, ciclista su strada italiano (n. 1937)
- 2024 - Dick Rutan, militare, aviatore e politico statunitense (n. 1938)
- 2024 - Denis Trento, scialpinista italiano (n. 1982)
- 2025 - Pierre Audi, regista teatrale e direttore artistico libanese (n. 1957)
- 2025 - Francesca Benedetti, attrice italiana (n. 1935)
- 2025 - Greg Cannom, truccatore statunitense (n. 1951)
- 2025 - Jake Findlay, calciatore scozzese (n. 1954)
- 2025 - Karsten Stolz, pesista tedesco (n. 1964)
- 2025 - Paul Van Hoeydonck, pittore e scultore belga (n. 1925)

## Senza anno specificato(1)
- Papa Alessandro I, papa, vescovo e santo romano